# تبینگ تینگی
تبینگ تینگی (اندونزیایی: Tebing Tinggi) شهری در استان سوماترای شمالی کشور اندونزی است. جمعیت این شهر بر اساس سرشماری سال ۱۹۹۰ میلادی، ۱۱۶٫۷۴۹ نفر و بر اساس سرشماری سال ۲۰۰۰ میلادی، ۱۱۷٫۳۴۶ بوده که در سال ۲۰۰۷ میلادی به ۱۱۷٫۱۲۷ نفر افزایش یافته‌است.